# Viking Eggeling
Helmuth Viking Eggeling (ur. 21 października 1880 w Lund, zm. 19 maja 1925 w Berlinie) – szwedzki artysta, grafik, filmowiec, przedstawiciel dadaizmu. Jeden z pionierów filmu eksperymentalnego.
Jego ojciec Friedrich, nauczyciel muzyki, wyemigrował z Niemiec do Szwecji w połowie XIX w. Helmuth, który był najmłodszym z licznego rodzeństwa w młodości pracował jako księgarz w rodzinnym Lund. W dwa lata po osieroceniu, w 1897 przeniósł się do Paryża gdzie zafascynował się kubizmem. Podczas I wojny światowej przeniósł się do Zurychu gdzie był nauczycielem rysunku i gimnastyki. Tam też zetknął się ze środowiskiem dadaistów a wkrótce stał się jednym z jego przedstawicieli. Jego grafiki były publikowane m.in. w Dada 4–5 (Anthologie Dada) w maju 1919 r. W tym samym roku dołączył do grupy Das Neue Leben i nawiązał kontakt m.in. z Hansem Richterem, Hansem Arpem, Tristanem Tzarą, Sophie Täuber i Marcelem Janco.
W 1920 roku zaczął eksperymentować z filmem i współpracować z Hansem Richterem. W 1921 roku wraz z nim Eggeling przeprowadził się do Niemiec. W roku 1923 ukończył swój pierwszy, 10 minutowy, film „Horizontal-Vertikal Orkester” (dziś zaginiony). Zaś w roku 1924 ukończył „Symphonie Diagonale” (do dziś nie znaleziono kompozycji muzycznej do którego powstał obraz), którego premiera odbyła się 3 maja 1925 roku, na krótko przed jego śmiercią. Zmarł niespełna trzy tygodnie później najprawdopodobniej w wyniku nędzy i niedożywienia. Jego prace stały się wkrótce inspiracją dla innych artystów. Fascynacji jego twórczością nigdy nie ukrywał m.in. Henryk Berlewi.